# Tatjana Romanowna Lebedewa
Tatjana Romanowna Lebedewa (russisch Татьяна Романовна Лебедева, engl. Transkription Tatyana Lebedeva; * 21. Juli 1976 in Sterlitamak) ist eine ehemalige russische Leichtathletin. Sie wurde im Weitsprung Olympiasiegerin und Weltmeisterin sowie im Dreisprung zweimalige Weltmeisterin.

## Werdegang
Bereits im Alter von 18 Jahren gewann sie bei den Juniorenweltmeisterschaften 1994 die Bronzemedaille im Dreisprung. Beim IAAF-World Cup 1998 in Johannesburg, gewann sie Silber in derselben Disziplin und wiederholte diesen Erfolg im selben Jahr bei den Goodwill Games in New York City.
Bei den Olympischen Spielen 2000 in Sydney gewann sie im Dreisprung die Silbermedaille hinter Teresa Marinowa (BUL) und vor Olena Howorowa (UKR). Im selben Jahr holte sie sich Gold beim Europacup in Gateshead und bei den europäischen Hallenmeisterschaften in Gent. Im Jahr darauf siegte sie bei den Weltmeisterschaften 2001 in Edmonton vor Françoise Mbango Etone (CMR) und Marinowa, nebst einer Silbermedaille bei den Hallenweltmeisterschaften in Lissabon, einem weiteren Sieg bei den Goodwill Games in Brisbane und einer Goldmedaille beim European Cup in Bremen.

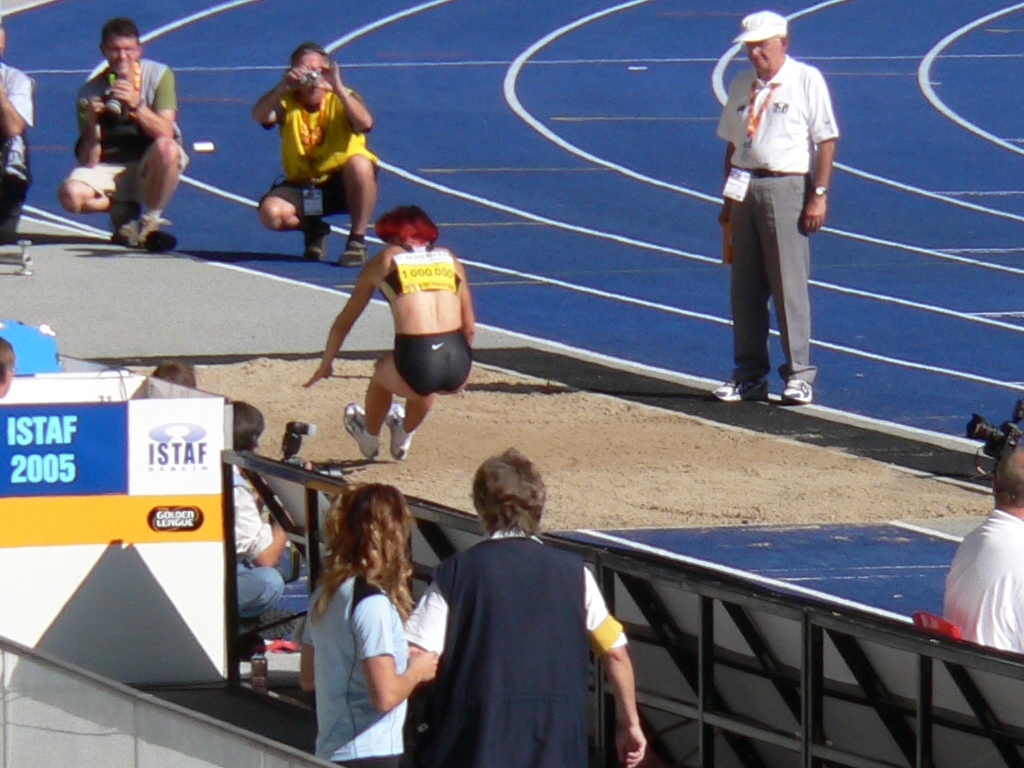
Tatjana Lebedewa, Siegerin beim ISTAF 2005 und Gewinnerin des Golden-League-Jackpot 2005, Siegessprung über 14,85 m

2002 nahm sie sich eine Auszeit. Im September brachte sie eine Tochter zur Welt, war aber bei den Weltmeisterschaften 2003 in Paris wieder in Topform und gewann die Goldmedaille vor Françoise Mbango Etone und Magdelín Martínez (ITA), ebenso beim IAAF World Athletics Finale in Monaco und den Russischen Hallenmeisterschaften. Das folgende Jahr sollte aber das beste ihrer bisherigen Karriere werden.
Bei den Olympischen Spielen 2004 in Athen gewann sie im Dreisprung die Bronzemedaille hinter Françoise Mbango Etone und Chrysopigi Devetzi (GRE). Im Weitsprung holte sie sich die Goldmedaille vor ihren Landsfrauen Irina Simagina (Silber) und Tatjana Kotowa (Bronze). Bei den Hallenweltmeisterschaften in Budapest gewann sie im Dreisprung die Goldmedaille mit einem neuen Weltrekord sowie die Goldmedaille im Weitsprung.
Im Vorfeld der Weltmeisterschaften 2005 in Helsinki gewann sie alle Golden League Meetings im Dreisprung, so dass sie als Topfavoritin galt für die Weltmeisterschaften. In Helsinki verletzte sie sich dann in der Qualifikation und konnte deshalb im Endkampf nicht antreten. Nach den Weltmeisterschaften gewann sie das Meeting von Zürich. Am 4. September 2005 gewann sie dann beim Internationalen Stadionfest Berlin (ISTAF) den abschließenden Golden-League-Dreikampf und damit den kompletten Jackpot der Golden League in Höhe von 1 Mio. US-Dollar. Sie war damit die alleinige Nachfolgerin von Tonique Williams-Darling und Christian Olsson, den Siegern von 2004.
Bei den Hallenweltmeisterschaften 2006 in Moskau gewann sie, wie auch bei den Europameisterschaften 2006 in Göteborg, die Goldmedaille im Dreisprung. 2007 siegte sie bei den Weltmeisterschaften in Osaka mit 7,03 m im Weitsprung und belegte mit 15,07 m Rang zwei im Dreisprung. 2008 gewann Lebedewa mit Weiten von 7,03 m im Weitsprung sowie 15,32 m im Dreisprung zunächst jeweils die Silbermedaille bei den Olympischen Spielen in Peking, die ihr später aberkannt wurden. Bei den Weltmeisterschaften 2009 in Berlin holte sie im Weitsprung mit 6,97 m die Silbermedaille. Im Dreisprung belegte sie mit einer Weite von 14,37 m den sechsten Rang.
Tatjana Lebedewa hat bei einer Größe von 1,71 m ein Wettkampfgewicht von 60 kg.

## Doping
Die olympischen Medaillen von 2008 wurden ihr am 25. Januar 2017 vom IOC aberkannt, nachdem in ihren Dopingproben nachträglich das verbotene Mittel Turinabol gefunden wurde.

## Bestweiten
- Weitsprung: 7,33 m (2004)
- Dreisprung: 15,34 m (2004)